# Kris Le Mans
Kris Le Mans, egentligen Kristina Nilsson, är en svensk sångerska.
Hon har varit sångare i Eskilstunabandet Le Mans. Som soloartist är hon mest känd för duetten med Niklas Stenemo i The Mos hit "Nostalgia Locomotive" från 2004.